# Sabbatsdag, hur skön du är
Sabbatsdag, hur skön du är är en psalmtext med sex 4-radiga verser av Joël Blomqvist. Både text och melodi är från 1877 men texten är lätt bearbetad för Psalmer och sånger 1987, och originalets femte vers är där borttagen.

## Publicerad i
- Nr 129 i Herde-Rösten 1892 med 1:a-raden Sabbatsmorgon, hur skön du är och titeln "Sång på Sabbatsmorgonen" under rubriken "Bön" utan författaren angiven.
- Nr 87 i  Svensk söndagsskolsångbok 1908 under rubriken "Sabbatsdagen".
- Nr 518 i Svenska Missionsförbundets sångbok 1920 under rubriken "Herrens dag".
- Nr 13 i Svenska Frälsningsarméns sångbok 1922 under rubriken "Inledningssånger och psalmer ".
- Nr 88 i Svensk söndagsskolsångbok 1929 under rubrien "Sabbatsdagen".
- Nr 745 i Sionstoner 1935 under rubriken "Vilodagen".
- Nr 382 i Guds lov 1935 under rubriken "Före och efter predikan".
- Nr 173 i Sions Sånger 1951 under rubriken "Guds ord".
- Nr 43 i Sions Sånger 1981 under rubriken "Guds ord".
- Nr 446 i Psalmer och Sånger 1987 under rubriken ""Kyrkan och nådemedlen - Helg och gudstjänst".[1]
- Nr 262 i Lova Herren 1988 under rubriken "Gemenskap i bön och Ordets betraktande".